# Roccaforte Mondovì
Roccaforte Mondovì är en ort och kommun i provinsen Cuneo i regionen Piemonte i Italien. Kommunen hade 2 143 invånare (2018).